# 平原遺跡
座標: 北緯33度32分32.3秒 東経130度13分42.3秒 / 北緯33.542306度 東経130.228417度

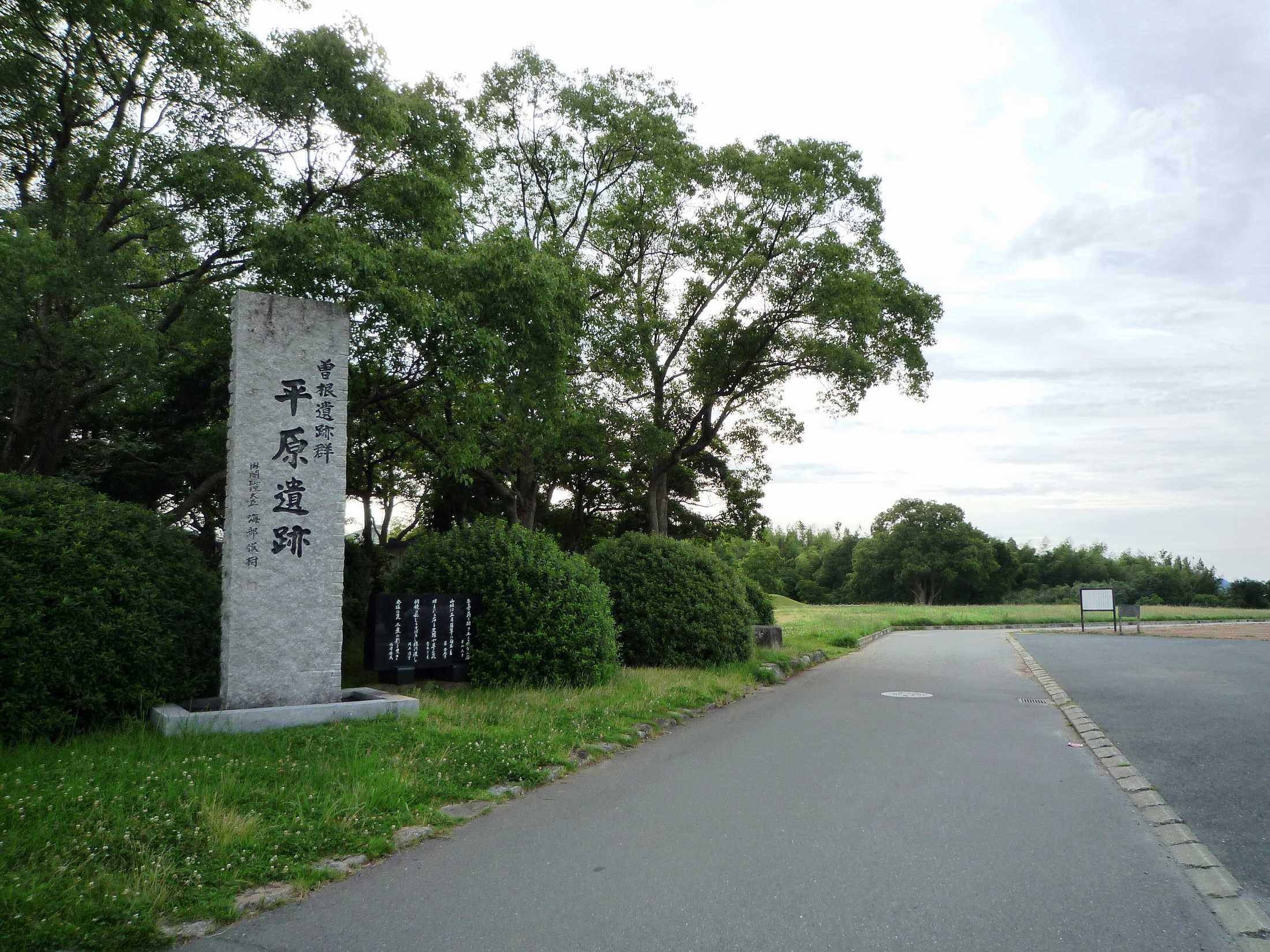
平原遺跡・碑銘

平原遺跡（ひらばるいせき）は、福岡県糸島市にある弥生時代の遺跡。曽根遺跡群の一つとして、1982年（昭和57年）10月、国の史跡に指定。2000年（平成12年）10月追加指定。

## 概要

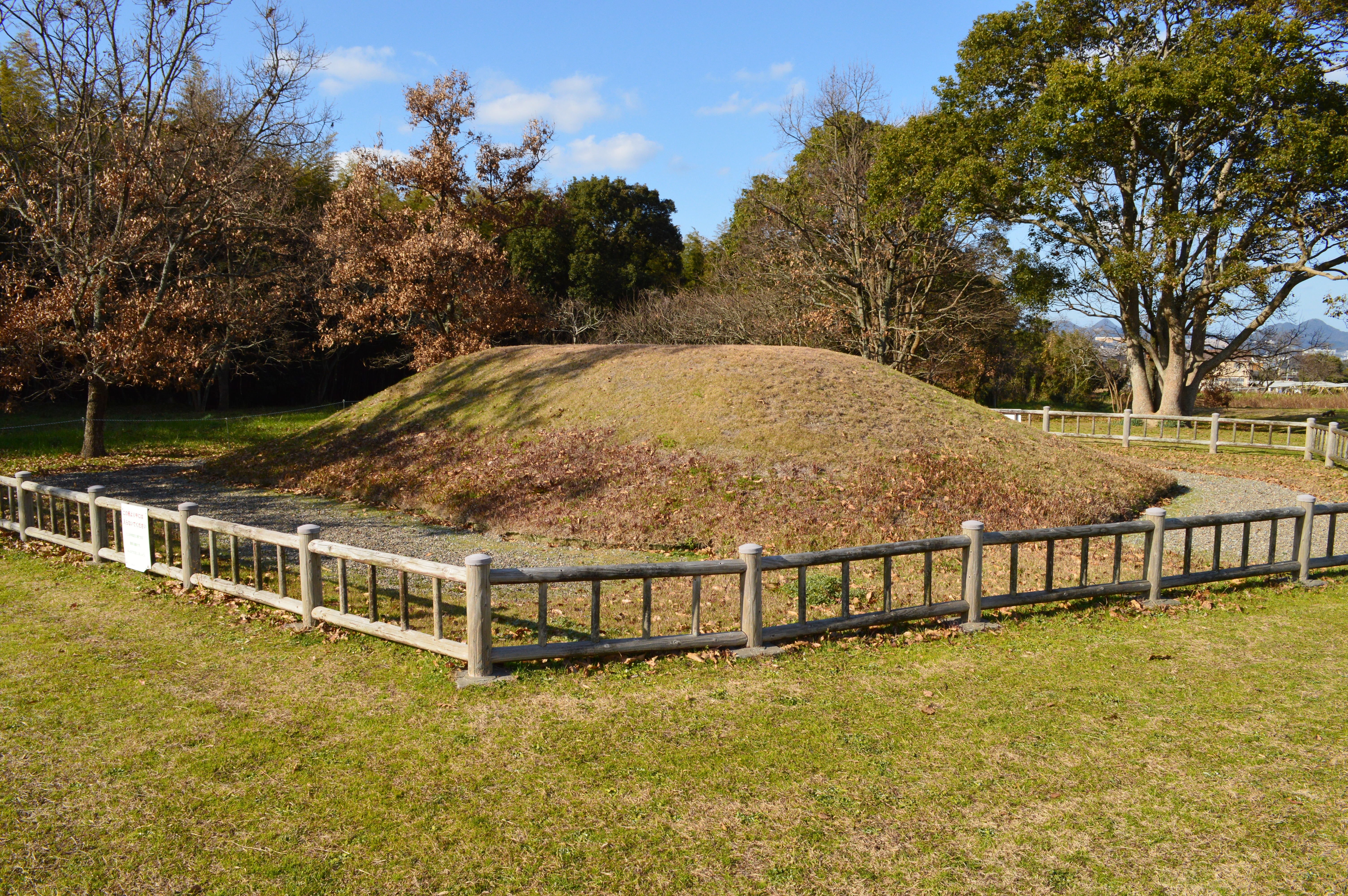
平原遺跡・1号墓

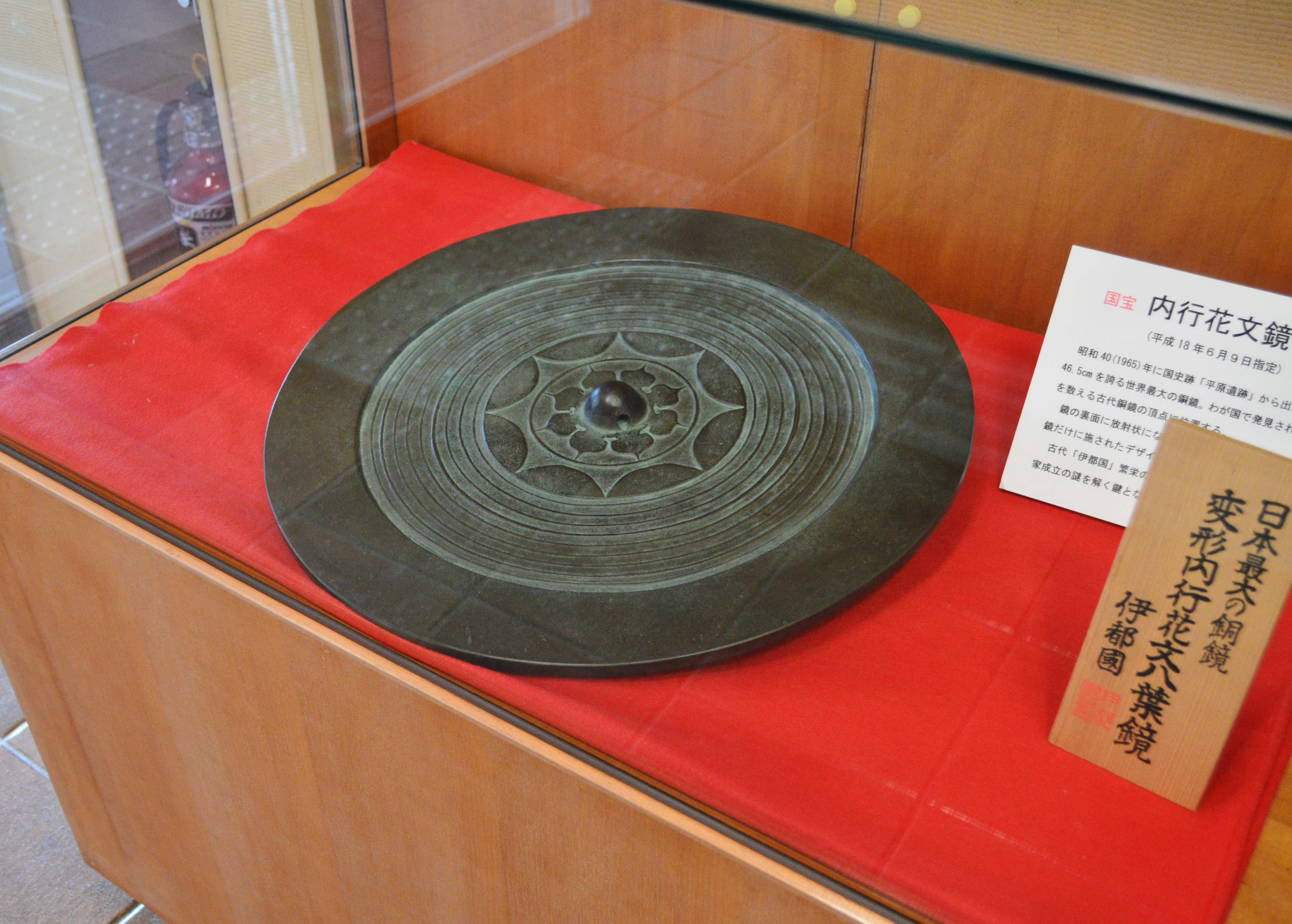
変形内行花文八葉鏡（複製）
伊都国歴史博物館展示。

平原遺跡は弥生時代後期から晩期の5つの墳丘墓を合わせた名称である。
1965年（昭和40年）1月、ミカン畑の開墾中に平原遺跡1号墓が偶然発見され、原田大六を中心に学術調査された。1988年（昭和63年）～1999年（平成11年）度にかけて、1号墓周辺に調査範囲を広げて、最終的に5基の墳丘墓が発見されている。この遺跡は「平原歴史公園」として、1号墓のみが墳丘墓として復元管理されている。
1号墓からは直径46.5センチメートルの鏡5面を含む鏡40面をはじめとして多数の出土品があり、その全てが「福岡県平原方形周溝墓出土品」の名称で2006年（平成18年）に国宝に指定された（文化庁所有、伊都国歴史博物館保管）。

## 詳細
1号墓は方形周溝墓で、割竹形木棺の埋納が検出されている。1号墓の副葬品の中には日本製と中国製の破砕した銅鏡片が多数あり、これらの破片は39面分に復元された。
1990年の重要文化財指定時の材質調査の結果、従来4面に復元されていた直径46.5センチメートルの大型内行花文鏡の破片が実は5面分の破片の可能性があると指摘された。（前原市調査報告書）。この大型内行花文鏡のうち1面が九州国立博物館、4面が伊都国歴史博物館に展示されている。銅鏡の員数は39面分とされていたが、上述の調査結果をふまえ、2006年（平成18年）の国宝指定時の官報告示では、銅鏡の員数は40面分となっている。この数は1つの墳墓から出土した銅鏡の枚数としては日本最多である（2009年現在）。
大型内行花文鏡の直径46.5センチメートルの外周は、鏡の円周の単位で八咫（やあた）あることから、八咫鏡と同じ大きさになる。
この副葬された多数の銅鏡片は「人為的に破砕されたモノではない」と発掘責任者の原田大六は報告している。

## 主な出土品
1号墓
- 大型内行花文鏡 5面（または4面）　別称「内行花文八葉鏡」[注釈 1]、日本製、直径46.5センチメートルの超大型内行花文鏡。
- 内行花文鏡 2面
- 方格規矩鏡 32面
- 四螭文鏡 1面
- メノウ製管玉12、ガラス製勾玉3、ガラス丸玉 約500、ガラス小玉 約500、ガラス管玉 約30、ガラス連玉 約900
- 耳璫 3破片
- 素環頭大刀 1

国宝指定名称は以下のとおり。
- 福岡県平原方形周溝墓出土品
  - 銅鏡 40面分
  - 玉類 一括
  - 鉄素環頭大刀 1口
  - 附：土器残欠、ガラス小玉、鉄鏃等 一括

## 考察
1号墓から出土した大型内行花文鏡（内行花文八葉鏡）を、その文様と大きさから原田大六は「八咫鏡」と解し、伊勢神宮の八咫鏡も元々は同型の鏡であったのではないか、との説を提示している。伊勢神宮の神家が著した神道五部書の一つ『御鎮座伝記』に「八咫鏡」の形は「八頭花崎八葉形也」とあり、この「八頭花崎八葉形也」の図象を持つ考古遺物は現在のところ、この「大型内行花文鏡」のみである。
1号墓の東南にある直径約70センチメートルの縦穴を、発掘調査した原田大六は、湧水の存在から井戸として報告していた。この縦穴を「前原市報告書」は大柱跡（穴中の土壌成分未調査）として、墓から見て東南の日向峠の方角に位置していることから、この大柱跡は太陽信仰に関係するものとの説を提示している。
墓壙周辺の12本の柱穴の遺構について、原田大六は「銅鐸や弥生土器などの絵画に見られる棟持柱を持つ切妻造の倉庫建築の柱の配置にこの柱跡の遺構が似ている」として、この墓壙周辺の12本の柱跡は「殯宮関係の建築物の遺構と考えられる」としている。

### 被葬者
1号墓は副葬品の多くが勾玉や管玉、耳璫（耳飾り）などの装身具であり、武器類が少ないため、この墓に埋葬された人物は女性であると考えられている。発掘調査では被葬者を特定する資料は得られていないが、遺構や銅鏡から被葬者を特定の人物とする複数の説がある。
天照大神のモデル説
原田大六は、内行花文八葉鏡と八咫鏡を同一視した上で、殯宮の存在などから1号墓の主を玉依姫命とし、大日孁貴（天照大神）であるという説を提示。『古事記』や『日本書紀』の記述は、北部九州の古代史を反映したものと主張した。
三雲・井原遺跡の発掘調査に関わった柳田康雄は、1号墓の年代を3世紀初頭とし、被葬者を「神話のなかの『天照大神』に象徴されるような性格の人物像」とした。
卑弥呼説
邪馬台国九州説を主張していた奥野正男は、方格規矩鏡の年代を3世紀とした上で、同時期の墳墓から出土した銅鏡の量が最多である1号墓こそ卑弥呼の墓にふさわしいとした。
吉野ヶ里遺跡の発掘調査を担当し、やはり邪馬台国九州説を主張する高島忠平は、『魏志倭人伝』にある卑弥呼の墓の規模は過大で信憑性が低いとし、邪馬台国ではなく出身地に葬られたとした。その上で、40面もの鏡が副葬され女性と想定される1号墓の被葬者は、卑弥呼である可能性が高いと主張した。

## 所在地
福岡県糸島市有田、平原二番地「平原歴史公園」内

## 行事（祭り）
毎年、10月20日に「照富神社」（福岡県那珂川市）が原田大六の説を受けて、『大日孁貴尊の鎮魂祭』を行っている。それに前後した日付の10月中旬から下旬にかけて、地元主催の「平原王墓祭り」が行われている。

## 交通
JR筑前前原駅、波多江駅から糸島市コミュニティバス曽根グラウンド行き乗車、「平原古墳入口」下車2分。